# 一日散歩きっぷ

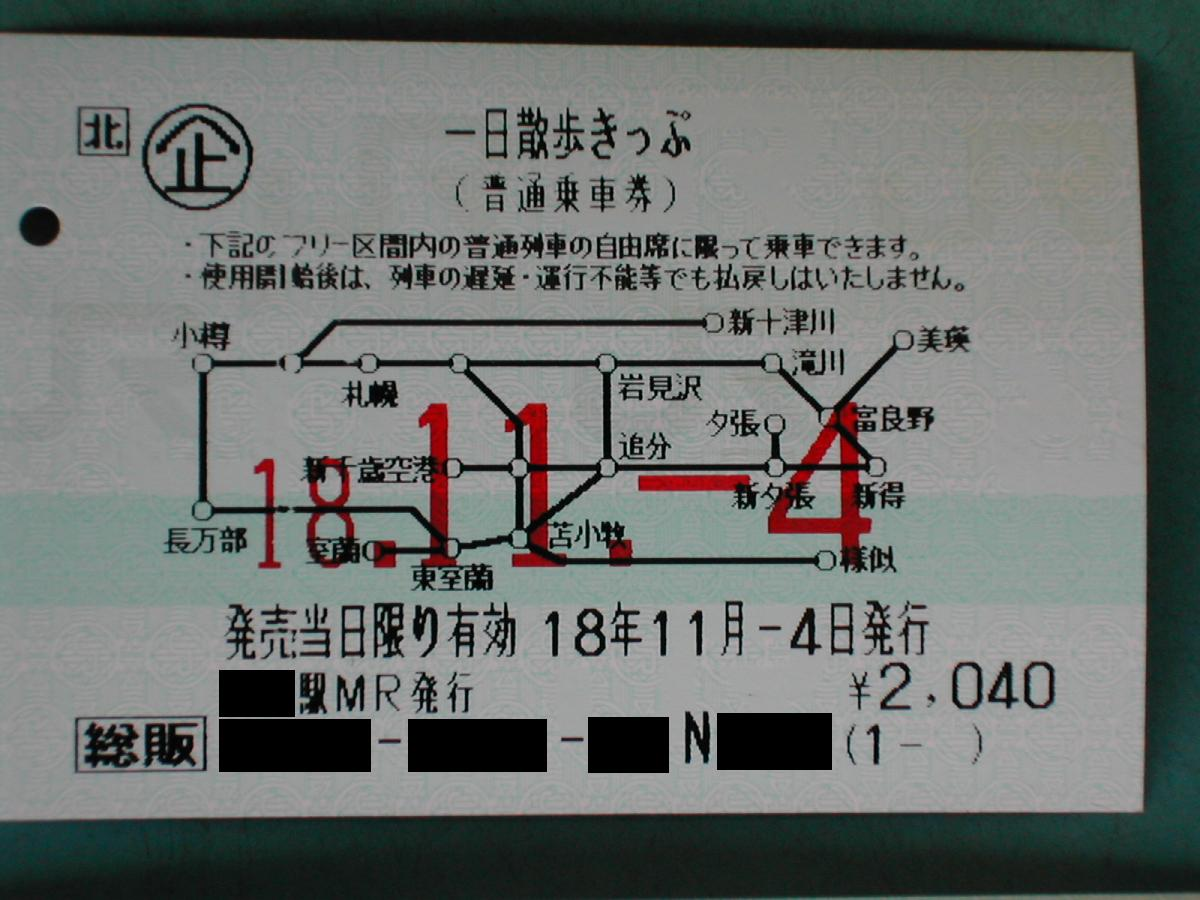
一日散歩きっぷ（総販発行）

一日散歩きっぷ（いちにちさんぽきっぷ）とは、北海道旅客鉄道（JR北海道）が発売する特別企画乗車券の名称である。

## 概要
- 発売額：2,730円（こども半額）。[1][2][3]
- 特定の区間の普通列車・快速列車が1日乗り放題となる。
- 土曜・休日のみ[4]利用可能。
- 4月下旬 - 11月前半までの期間限定で発売される。
  - 2014年（平成26年）度までは通年発売されており[5]、2015年度[6]から「4月頭から11月前半まで」の期間となった。2020年（令和2年）度は同様の発売期間が予定されていた[7]が、翌年3月まで発売が延長された[8][9]。2021年（令和3年）度、2022年（令和4年）度は開始時期を4月の大型連休へ遅らせ、終了時期を11月前半までとして発売したが、期間延長という形で両年度とも3月末まで発売された[10][11]。また以前は、夏・冬・春の長期休暇期間や大型連休期間は毎日発売されていた[12]。2022年度は2022年12月26日～2023年１月13日までの毎日を「冬休み期間」と設定して毎日使用可能とした。
- 発売は当日発売のみで、前売りは行っていない。
- 特急列車・急行列車には、急行券・特急券を追加購入しても乗車できず、別途乗車券が必要になる（青春18きっぷなどと同様）。
- 普通列車・快速列車（SLも含む）の指定席は、別途指定席券を購入することで利用可能。
- 翌日にまたがって運転される列車については、0時を過ぎて最初に停車する駅まで有効。札幌発の小樽・手稲、岩見沢、苫小牧・千歳、当別・あいの里公園方面の最終列車を利用する場合は日付が変更される駅に注意。
- 乗車可能な区間および発売エリアの違いで、以下のものが設定されている。
  - 一日散歩きっぷ（道央圏用）
  - 道北一日散歩きっぷ

- - 道南一日散歩きっぷ（2004年廃止）

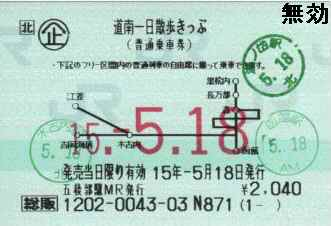
道南一日散歩きっぷ(現在廃止)

    - 発売箇所は函館駅・五稜郭駅・七飯駅・大沼駅・大沼公園駅・森駅・七重浜駅・上磯駅・木古内駅・ツインクルプラザ函館支店。フリー区間は函館本線（黒松内駅〜函館駅）・江差線（全線）・海峡線（木古内駅〜吉岡海底駅）で、快速海峡が廃止となった2002年12月1日以降「道南一日きっぷ」が廃止となった2004年までは木古内駅〜吉岡海底駅間の相互間利用に限り特急列車自由席も利用可能であった。（海底駅見学の場合は、別途「海底駅見学整理券」が必要）

  - 道東一日散歩きっぷ（廃止年不明）
    - 発売箇所は不明。なお、フリー区間は、根室本線（新得駅〜釧路駅〜根室駅）と釧網本線（東釧路駅〜網走駅）。
    - 廃止以降、2008年4月6日まで「チビッコまわレールきっぷ」で発売。こども単独、こども+おとなの組み合わせで利用することができた。
    - 北海道ダイヤ時刻表1997年8月号によると、フリー区間は根室本線（釧路〜根室）、釧網本線（網走〜東釧路）。発売箇所は釧路駅・網走駅、旅行センター釧路支店・旅行センター網走支店。発売額は、おとな2,040円、こども1,020円。

## 一日散歩きっぷ（道央圏用）
発売期間：2025年4月19日～11月9日の土曜・休日
発売箇所
- 札幌近郊のみどりの窓口設置駅。また、一部の駅では、自動券売機でも発売している。
  - 函館本線（小樽駅・南小樽駅・小樽築港駅・銭函駅・星置駅・手稲駅・稲積公園駅・発寒駅・発寒中央駅・琴似駅・桑園駅・札幌駅・苗穂駅・白石駅・厚別駅・森林公園駅・大麻駅・野幌駅・高砂駅・江別駅・幌向駅・岩見沢駅）
  - 千歳線（千歳駅・恵庭駅・恵み野駅・島松駅・北広島駅・上野幌駅・新札幌駅・平和駅・白石駅）
  - 札沼線（桑園駅・八軒駅・新川駅・新琴似駅・篠路駅・拓北駅・あいの里教育大駅・当別駅）

フリー区間
- 函館本線 長万部駅〜滝川駅
- 室蘭本線 全線
- 千歳線 全線
- 札沼線 全線
- 日高本線 全線
- 根室本線 滝川駅〜富良野駅
- 富良野線 富良野駅〜美瑛駅（2000年3月25日から追加された）
- 石勝線 全線
  - 新夕張駅〜新得駅間と、室蘭駅～東室蘭駅を利用する場合に限り、特例として特急列車の普通車指定席の空席が利用可能である。ただしこの区間を超えて乗車した場合は、乗車した全区間の運賃・特急料金が必要になる。
  - 乗車例（○＝使用可、×＝使用不可）

○ 新夕張〜新得
○ 占冠〜トマム
× 南千歳〜新得

## 道北一日散歩きっぷ
発売期間：2025年4月19日～11月9日の土曜・休日
発売箇所
- 旭川駅、深川駅、永山駅。

フリー区間
- 函館本線 美唄駅〜旭川駅
- 根室本線 滝川駅〜富良野駅
- 富良野線 全線
- 留萌本線 全線
- 宗谷本線 旭川駅〜天塩中川駅（音威子府駅〜天塩中川駅は1997年以降に追加された）
- 石北本線 新旭川駅〜上川駅